# Oinofyta
Oinofyta  este un oraș în Grecia în prefectura Boeotia.

## Personalități
- Ioannis Liapis, cleric ortodox grec